# Enteroctopus dofleini
Enteroctopus dofleini е едър октопод от семейство Octopodidae. Видът е разпространен в северната част на Тихия океан северно от Япония и Калифорния. Придържа се към зони със скално дъно, пещери и цепнатини където се крие. Наблюдаван е често и на границата между скалисто и пясъчно дъно. Видът е едър с тегло от 1 до 10 kg. Регистрирани са и представители с тегло 30-50 kg. Храни се с миди, членестоноги, риби и други дребни животни.